# Литвинов-Мосальский, Иван Васильевич Гнуса
Иван Васильевич Литвинов-Мосальский по прозванию Гнуса (ум. после 1573) — князь, московский дворянин, воевода.
Сын родоначальника князей Литвиновых-Мосальских, королевского дворянина Василия Михайловича Литвина Мосальского. Имел братьев: Василия и Михаила Васильевичей.

## Биография
2 октября 1550 года пожалован в состав московского дворянства по 3-й статье. 20 марта 1562 года подписался на поручной записи по боярам-поручителям по князю Ивана Дмитриевича Бельского. С 1563 года воевода на Солове и Полове. В 1572 году описывал Венёвский уезд. В 1573 году присутствовал на церемонии свадьбы короля Магнуса и Марии Владимировны Старицкой в числе поезжан.
Единственный сын: Фёдор Иванович (ум. после 1584) — младший воевода в Смоленске, участник битвы при Настасьино.